# St. Bonifatius (Püttlingen)

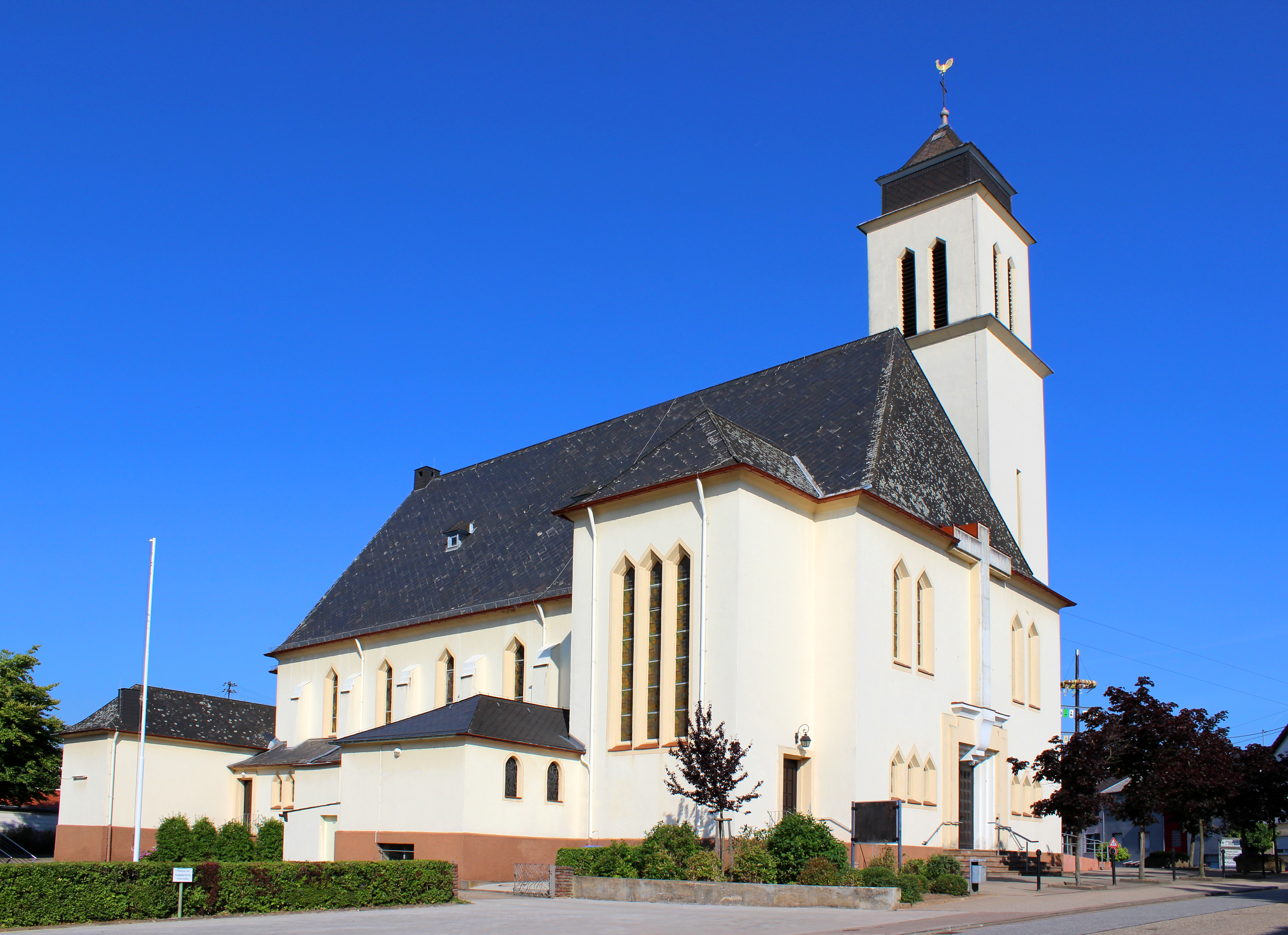
Die katholische Pfarrkirche St. Bonifatius in Püttlingen-Ritterstraße

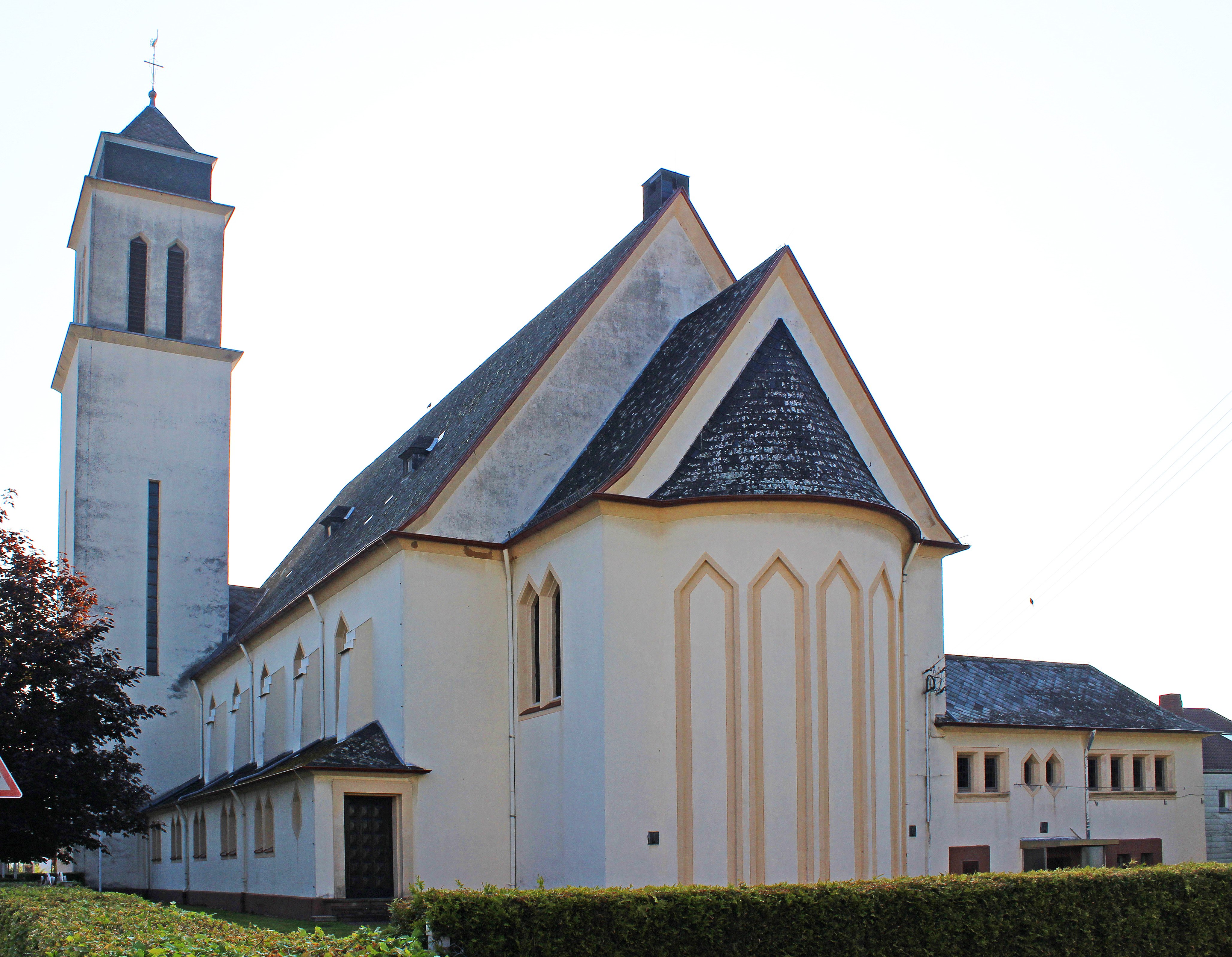
Weitere Ansicht der Kirche

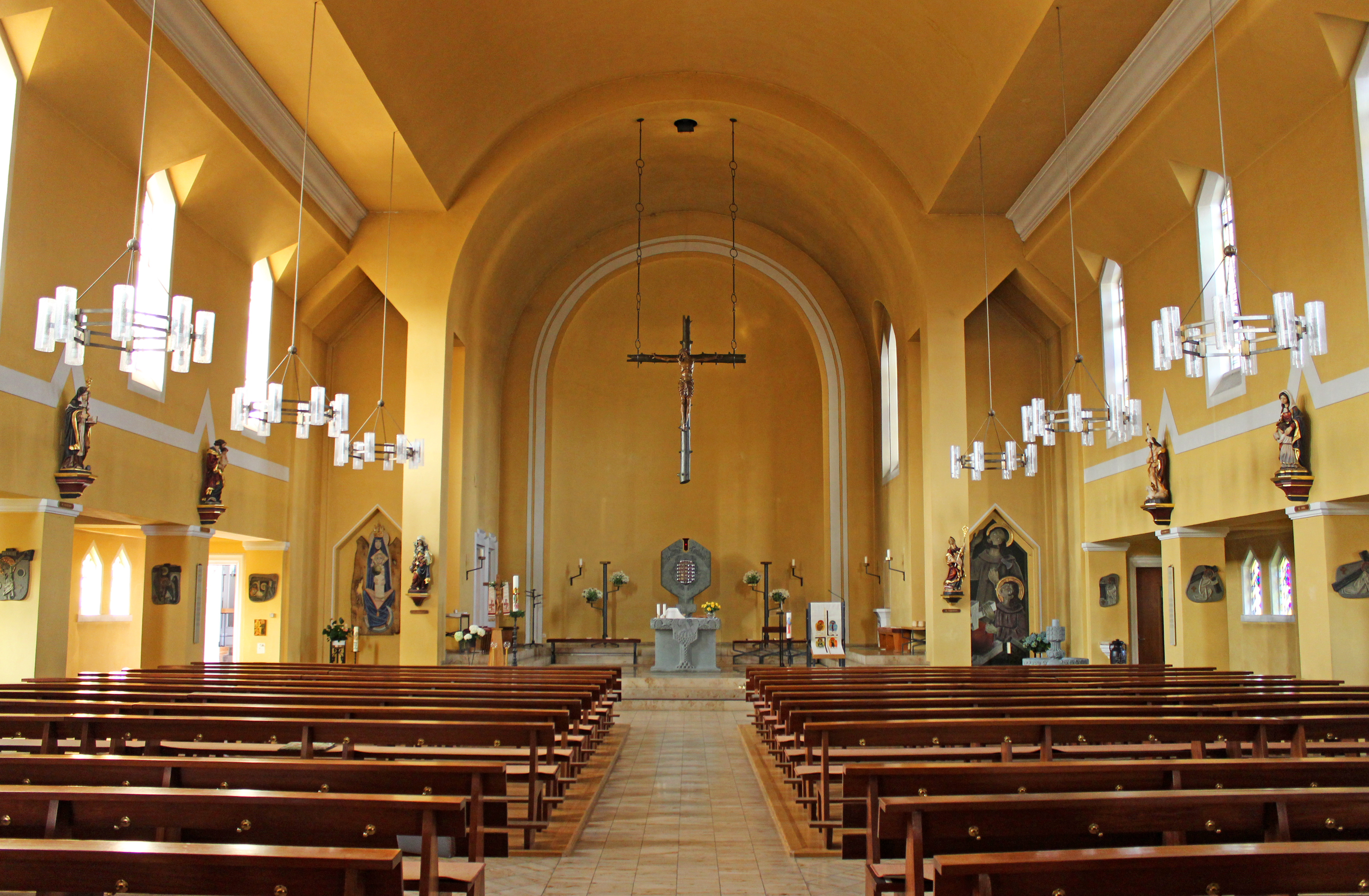
Blick ins Innere der Kirche

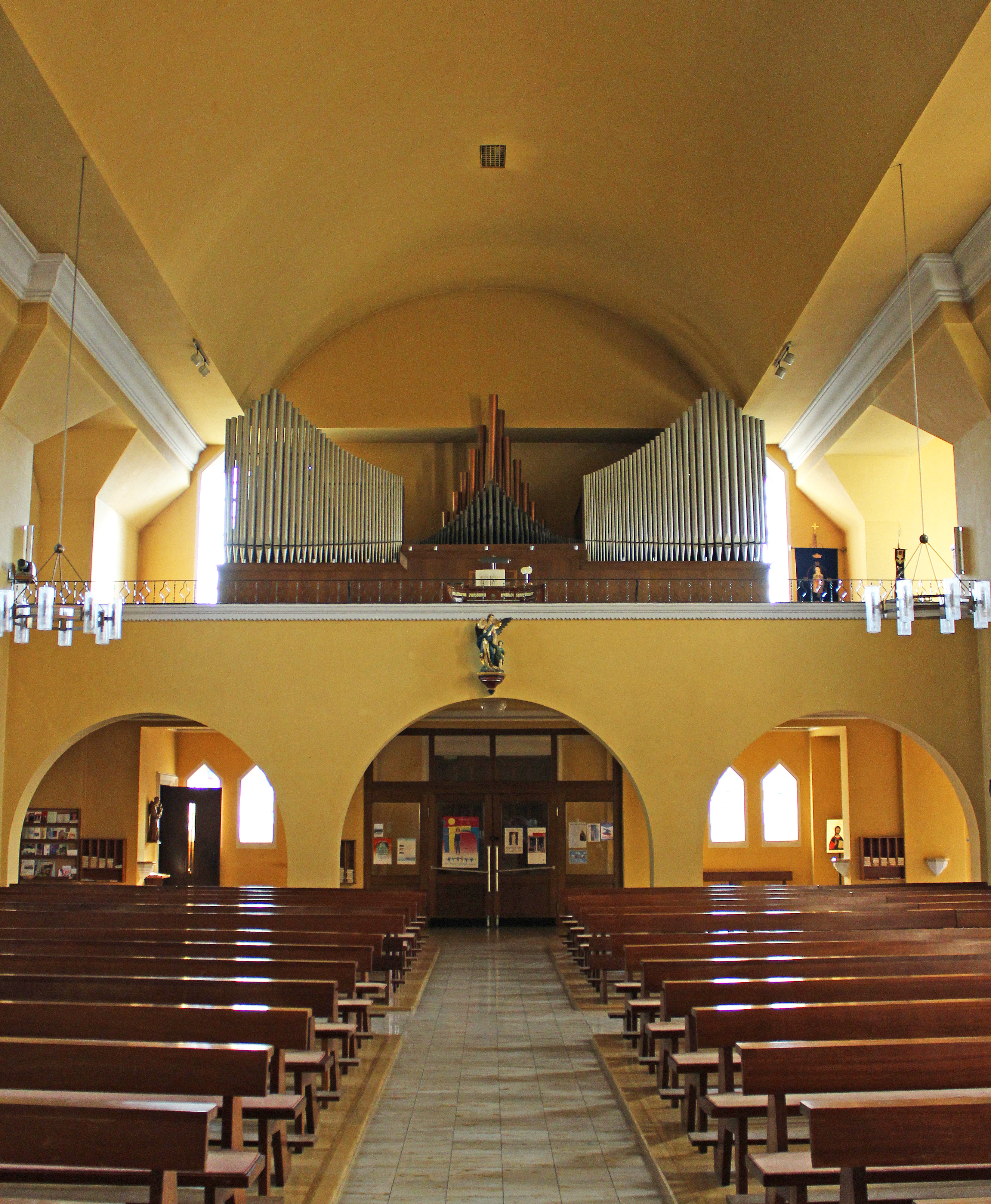
Blick zur Orgelempore

Die Kirche St. Bonifatius ist eine katholische Pfarrkirche in Ritterstraße, einem Ortsteil der saarländischen Stadt Püttlingen, Regionalverband Saarbrücken. Sie trägt das Patrozinium des heiligen Bonifatius, des „Apostels der Deutschen“. In der Denkmalliste des Saarlandes ist die Kirche als Einzeldenkmal aufgeführt.

## Geschichte
Bis zum Jahr 1947 war die heutige Pfarrei St. Bonifatius eine Expositur der Pfarrei Liebfrauen in Püttlingen und dieser als Vikarie unterstellt. Im Jahr 1938 trat der erste Pfarrvikar in St. Bonifatius seinen Dienst an.
Die Bonifatiuskirche wurde in den Jahren 1929 bis 1930 nach Plänen der Architekten Ludwig Becker und Anton Falkowski (Mainz) erbaut, und am 9. November 1930 durch Dechant Josef Lieblang, der seit 1929 Pfarrer in St. Eligius in Völklingen war, eingesegnet.
Im Jahr 1992 wurde die Kirche umfangreichen Restaurierungs- und Sanierungsmaßnahmen am Mauerwerk und am Boden im Inneren der Kirche unterzogen. Außerdem wurden im Altarraum Umbauarbeiten im Sinne des Zweiten Vatikanischen Konzils durchgeführt. Ferner entstand ein eigener Taufbereich durch das Versetzen des Taufbeckens.

## Architektur und Ausstattung
Im Gegensatz zu den anderen katholischen Kirchenbauten, die seit dem späten 19. Jahrhundert im Bereich der heutigen Stadt Püttlingen entstanden sind (St. Sebastianskirche, Liebfrauenkirche, Herz-Jesu-Kirche), wurde die Bonifatiuskirche nicht im Stil des Historismus errichtet. Vielmehr wurde hier auf die Stilelemente des Expressionismus zurückgegriffen. Auch diente nicht wie bei den anderen erwähnten Kirchengebäuden Buntsandstein als Baumaterial, sondern es kam Kunststein zum Einsatz, der anschließend verputzt wurde.
Bei dem Kirchengebäude handelt es sich um eine einschiffige Saalkirche, das sich in ein Langhaus und einen Chor gliedert. Das Langhaus verfügt im Inneren über keine weitere Untergliederung durch Stützmauern oder Säulen. Lediglich zwei schmale Gänge, die den Seitenwänden des Langhauses angefügt und durch Pfeiler vom Langhaus abgetrennt sind, deuten Seitenschiffe an. Auch die Anbauten an der Südfassade des Kirchenschiffes sorgen am Außenbau für eine gewisse Gliederung. Das Kirchenschiff besitzt in der Mitte ein tonnenartiges Gewölbe, das zu beiden in einen flachen Deckenteil übergeht, der über weitere Abstufungen und einen schrägen Deckenteil in die Seitenwände übergeht. Buntglasfenster gliedern den oberen Bereich der Seitenwände des Langhauses. Im Bereich des Hauptportals nimmt eine Empore die gesamte Breite des Kirchenschiffes ein. Der Chor wird von einer Tonnendecke ähnlich der im Langhaus überwölbt, die hier aber direkt in die Seitenwände übergeht. Abgeschlossen wird der Chor durch eine Apsis. Der Kirchturm mit seinem pyramidenförmigen Helm ist nahe der nordöstlichen Gebäudeecke an der Seite platziert.
Zur Ausstattung der Kirche gehört der Altartisch mit Kreuz, der noch von einem 1872 von dem Bildhauer Ernst (Koblenz) geschaffenen gotisierenden Kreuzaltar aus der Kirche St. Michael, dem Vorgängerbau der heutigen Kirche St. Sebastian stammt. In der Sebastianskirche diente er als Seitenaltar, bevor er als Hauptaltar in die Bonifatiuskirche kam. Hier wurde er mehrfach Umgestaltungen unterzogen, bis er sein heutiges Aussehen erhielt.

## Orgel
Die Orgel der Kirche wurde 1959 von der Orgelbaufirma Hugo Mayer (Heusweiler) erbaut. Das Schleifladen-Instrument verfügt über 35 (36) Register, verteilt auf 3 Manuale und Pedal. Die Spiel- und Registertraktur ist elektrisch. Die Disposition lautet wie folgt:
| I Hauptwerk C–g3 |             |       |
| 1.               | Bourdon     | 16′   |
| 2.               | Prinzipal   | 8′    |
| 3.               | Holzflöte   | 8′    |
| 4.               | Oktav       | 4′    |
| 5.               | Rohrflöte   | 4′    |
| 6.               | Quinte      | 2 ⁄3′ |
| 7.               | Superoctave | 2′    |
| 8.               | Mixtur 4-6f |       |
| 9.               | Trompete    | 8′    |

| II Positiv C–g3 |              |    |
| 10.             | Gedackt      | 8′ |
| 11.             | Quintatön    | 8′ |
| 12.             | Prinzipal    | 4′ |
| 13.             | Blockflöte   | 4′ |
| 14.             | Waldflöte    | 2′ |
| 15.             | Scharff 3-4f |    |
| 16.             | Krummhorn    | 8′ |

| III Schwellwerk C–g3 |            |        |
| 17.                  | Prinzipal  | 8′     |
| 18.                  | Offenflöte | 8′     |
| 19.                  | Schwebung  | 8′     |
| 20.                  | Prinzipal  | 4′     |
| 21.                  | Nachthorn  | 4′     |
| 22.                  | Nasard     | 2 ⁄3′  |
| 23.                  | Schwegel   | 2′     |
| 24.                  | Terz       | 1 3⁄5′ |
| 25.                  | Oktävlein  | 1′     |
| 26.                  | Cymbel 3f  |        |
| 27.                  | Dulcean    | 16′    |
| 28.                  | Schalmey   | 8′     |
|                      | Tremulant  |        |

| Pedal C–f1 |               |                        |
| 29.        | Subbass       | 16′                    |
|            | Gedecktbass   | 16′ (Windabschwächung) |
| 30.        | Oktavbass     | 8′                     |
| 31.        | Bassflöte     | 8′                     |
| 32.        | Choralbass    | 4′                     |
| 33.        | Hintersatz 4f |                        |
| 34.        | Posaune       | 16′                    |
| 35.        | Trompete      | 8′                     |

- Koppeln: II/I, III/I, III/II, I/P, II/P, III/P
- Spielhilfen: Zungen Ab, Mixturen Ab